# Homossexualidade latente
A homossexualidade latente é uma atração erótica por membros do mesmo sexo que não é conscientemente experimentada ou expressa em ação aberta. Isso pode significar uma inclinação oculta ou potencial para interesse em relacionamentos homossexuais, que é suprimido ou não reconhecido e que ainda não foi explorado ou pode nunca ser explorado.
O termo foi originalmente proposto por Sigmund Freud. Alguns argumentam que a homossexualidade latente é um efeito potencialmente iatrogênico (ou seja, não está presente até que seja sugerido por um terapeuta). Outros argumentam que o termo latente não é verdadeiramente aplicável no caso de impulsos homossexuais, uma vez que frequentemente não estão na categoria inconsciente ou não expressa, mas existem na mente consciente e são (muitas vezes violentamente) reprimidos em um nível consciente.

## Ligações com a homofobia
Uma teoria de que a homofobia é o resultado da homossexualidade latente foi apresentada no final do século XX. Um estudo de 1996 da Universidade da Geórgia por Henry Adams, Lester Wright Jr. e Bethany Lohr foi conduzido sobre esta teoria. A pesquisa foi feita em 64 homens heterossexuais, 35 dos quais exibiam traços homofóbicos e 29 que não exibiam. Eles foram designados a grupos com base em suas pontuações no Índice de Homofobia (WW Hudson & WA Ricketts, 1980). Os grupos não diferiram na agressão.
Três testes foram conduzidos usando pletismografia peniana. Embora não tenha havido diferença na resposta quando os homens foram expostos à pornografia heterossexual e lésbica, houve uma grande diferença na resposta quando os homens foram expostos à pornografia homossexual masculina.
Os pesquisadores relataram que 24% dos homens não homofóbicos mostraram algum grau de tumescência em resposta ao vídeo homossexual masculino, em comparação com 54% dos indivíduos que pontuaram alto na escala de homofobia. Além disso, 66% do grupo não homofóbico não mostrou aumentos significativos na intumescência após este vídeo, mas apenas 20% dos homens homofóbicos falharam em exibir qualquer excitação. Além disso, quando os participantes avaliaram seu grau de excitação sexual mais tarde, os homens homofóbicos subestimaram significativamente seu grau de excitação pelo vídeo homossexual masculino.
Os resultados deste estudo indicam que os indivíduos que pontuam na faixa homofóbica e admitem afeto negativo em relação à homossexualidade demonstram excitação sexual significativa para estímulos eróticos homossexuais masculinos.
Uma possível explicação é encontrada em várias teorias psicanalíticas, que geralmente explicam a homofobia como uma ameaça aos impulsos homossexuais do próprio indivíduo, causando repressão, negação ou formação de reação (ou todas as três; West, 1977). Geralmente, essas explicações variadas concebem a homofobia como um tipo de homossexualidade latente em que as pessoas desconhecem ou negam seus impulsos homossexuais.
Outra explicação para esses dados é encontrada na teoria de Barlow, Sakheim e Beck (1983) sobre o papel da ansiedade e da atenção na resposta sexual. É possível que assistir a estímulos homossexuais cause emoções negativas, como ansiedade em homens homofóbicos, mas não em homens não-homofóbicos. Como a ansiedade demonstrou aumentar a excitação e a ereção, esta teoria prediz aumentos na ereção em homens homofóbicos.
Um estudo de 2013 não encontrou nenhuma conexão entre homofobia e atração pelo mesmo sexo. A atração pelo mesmo sexo foi relacionada a avaliações positivas de gays e lésbicas entre participantes do sexo feminino.

## Links para o meio ambiente
A homossexualidade situacional pode ser devida à exposição a um ambiente de gênero único, como uma escola para pessoas do mesmo sexo, prisão ou serviço militar.

## Em ficção
Em Kingsley Amis' de 1966 livro O Anti-Morte League, o personagem principal é introduzido ao resistindo ao tratamento para homossexualidade reprimida – que um médico acredita que ele tem, apesar de o homem ser abertamente homossexual.
Temas homossexuais latentes eram um tema comum nos filmes de ficção científica dos anos 1950.
No filme American Beauty de 1999, o personagem Coronel Fitts (Chris Cooper) é retratado como um homossexual latente. Ao longo do filme, Fitts faz várias declarações estreitas e homofóbicas, e perturba o coronel que seu filho Ricky possa ser homossexual. No entanto, no final do filme, é revelado que Fitts tem sentimentos sexuais por homens quando ele se aproxima de seu vizinho Lester Burnham (Kevin Spacey) e o beija, mas Lester rejeita o coronel. Fitts, e isso o humilha muito.